# Georgetown, Beaver County, Pennsylvania
Georgetown är en ort i Beaver County i delstaten Pennsylvania, USA.